# Artoria triangularis
Artoria triangularis là một loài nhện trong họ Lycosidae.
Loài này thuộc chi Artoria. Artoria triangularis được Volker W. Framenau miêu tả năm 2002.